# باربارا جوردن
باربارا تشارلين جوردن (بالإنجليزية: Barbara Jordan)‏ (21 فبراير 1936 - 17 يناير 1996) كانت محامية، ومعلمة، وسياسية أمريكية، وزعيمة في حركة الحقوق المدنية. كانت أول ديمقراطية أفريقية أمريكية انتُخبت لمجلس الشيوخ في ولاية تكساس بعد إعادة تشكيل المجلس، وأصبحت أول امرأة أمريكية من الجنوب الأفريقي تُنتخب في مجلس النواب الأمريكي. كان أفضل ما تُعرف به خطابها الافتتاحي البليغ في جلسات الاستماع القضائية في مجلس النواب خلال جلسة الاتهام ضد ريتشارد نيكسون، وأول أمريكية من أصل أفريقي تلقي خطابًا افتتاحيًا في المؤتمر الوطني الديمقراطي. بالإضافة إلى ذلك، حصلت على وسام الحرية الرئاسي، وهو واحد من بين عدة أوسمة شرف نالتها. كانت عضوًا في مجلس جائزة بيبودي للمحلفين منذ عام 1978 وحتى عام 1980. كانت أول امرأة أمريكية أفريقية تُدفن في مقبرة ولاية تكساس.
يذكر عمل جوردن كثيرًا من قبل مقيدي الهجرة الأمريكية بصفتها رئيس اللجنة الأمريكية لإصلاح الهجرة فقد أوصت بخفض نسبة الهجرة القانونية بنحو الثلث.

## نشأتها
وُلدت باربارا تشارلين جوردن في هيوستن، الحي الخامس بولاية تكساس. نشأت جوردن في الكنيسة. كانت والدتها آرلين باتن جوردن معلمة في الكنيسة. كان والدها بنجامين جوردن واعظًا بروتستانيًا. كانت باربارا الأصغر من بين ثلاثة أطفال، وشقيقاها هما روز ماري جوردن ماكجوان، وبيني جوردن كريسويل (1933- 2000). درست باربارا في مدرسة روبنسون الابتدائية. تخرجت في مدرسة فيليس ويتلي الثانوية وحصلت على مرتبة الشرف عام 1952.
أُلهمت باربارا لتصبح محامية في ما بعد بسبب خطاب ألقته إديث سامبسون في سنوات دراستها الثانوية. لم تستطع باربارا الالتحاق بجامعة تكساس في أوستن بسبب التمييز العنصري آنذاك، والتحقت بجامعة تكساس الجنوبية، وهي مؤسسة تعود للسود تاريخيًا وتختص بالعلوم السياسية والتاريخ. كانت جوردن خلال دراستها في الجامعة بطلة وطنية في المناظرة، إذ هزمت كلًّا من يال وبراون اللذين كانا من جامعة هارفرد. تخرجت جوردن في عام 1956 وحصلت على الوثيقة العظمى (مرتبة الشرف). خلال دراستها في جامعة تكساس الجنوبية، التزمت جوردن بقسم دلتا غاما وهو جزء من منظمة دلتا سيغما سيتا. التحقت في ما بعد بكلية الحقوق في جامعة بوسطن وتخرجت فيها عام 1959.
بعد ذلك، درست جوردن مادة العلوم السياسية في معهد توسكجي في ولاية ألاباما لمدة عام. في عام 1960، عادت إلى هيوستن وبدأت بممارسة عملها في القانون بشكل خاص.

## سيرتها السياسية
خاضت جوردن حملة ترشيح غير ناجحة لمجلس نواب تكساس في عامي 1962 و1964. في عام 1966، حصلت على مقعد في مجلس شيوخ تكساس لتصبح أول أمريكية من أصل أفريقي تصل إلى هذا المنصب منذ عام 1883، وأول امرأة سوداء تعمل بهذه الهيئة. أُعيد انتخابها في عام 1968 لدورة كاملة واستمرت حتى عام 1972. كانت أول امرأة أفريقية-أمريكية تشغل منصب رئيس مؤقت لمجلس الشيوخ لولاية تكساس، ورئيسًا للولاية ليوم واحد في العاشر من يونيو من عام 1972. حتى ذاك الوقت كانت جوردن المرأة الأمريكية-الأفريقية الوحيدة التي شغلت منصب محافظ، وذلك باستثناء المحافظين الملازمين. إضافة إلى ذلك، ساندت جوردن 70 مشروع قانوني خلال عملها في الهيئة التشريعية في ولاية تكساس.

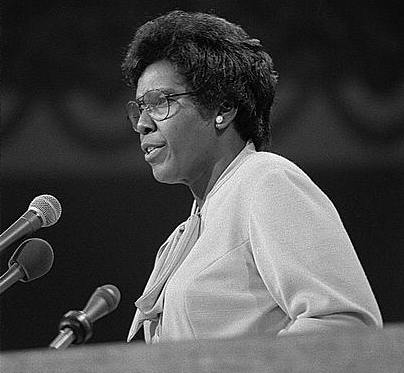
باربارا في أثناء إلقائها الكلمة الافتتاحية قبل المؤتمر الوطني الديمقراطي في عام 1976.

في عام 1972، انتُخبت لمجلس النواب الأمريكي لتصبح أول امرأة منتخبة لتمثيل ولاية تكساس في المجلس. حصلت على دعم كبير من الرئيس ليندون جونسون، الذي ساعدها في تأمين موضع لها في هيئة القضاء في مجلس النواب. في عام 1974، ألقت خطابًا مؤثرًا متلفزًا أمام هيئة القضاء في مجلس النواب، تدعم فيه اتهام الرئيس ريتشارد نيكسون الذي خلف جونسون رئيسًا. عُيّنت لصالح هيئة التوجيه الديمقراطية والسياسية، من قبل المتحدث باسم مجلس النواب الأمريكي كارل ألبرت في عام 1975.
في عام 1976، ذُكرت جوردن كونها زميلة مقربة لجيمي كارتر من ولاية جورجيا، لتصبح أول امرأة أمريكية من أصل أفريقي تلقي خطابًا افتتاحيًا في المؤتمر الوطني. على الرغم من عدم ترشيح جوردن، فقد حصلت على صوت مبعوث واحد (0.03) للرئيس في المؤتمر.
في عام 1979، تركت العمل السياسي وأصبحت مساعد بروفيسور لتدريس علم الأخلاق في كلية ليندون بي جونسون للشؤون العامة في جامعة تكساس بأوستن. ألقت مجددًا الكلمة الافتتاحية في عام 1992 في المؤتمر الوطني الديمقراطي.
في عام 1994، منحت كلينتون جوردن ميدالية الحرية الرئاسية، وقدمت لها الرابطة الوطنية لتقدم الشعوب الملونة قلادة سبينغارن. فضلًا عن كونها كُرمت عدة مرات، وحصلت على أكثر من 20 شهادة تقديرية من مؤسسات متعددة في أرجاء البلاد، من ضمنها جامعة هارفرد وبرنستون. انتخبت أيضًا في تكساس وقاعة الشهرة الوطنية للنساء.

### التصريح عن أسباب الإقالة

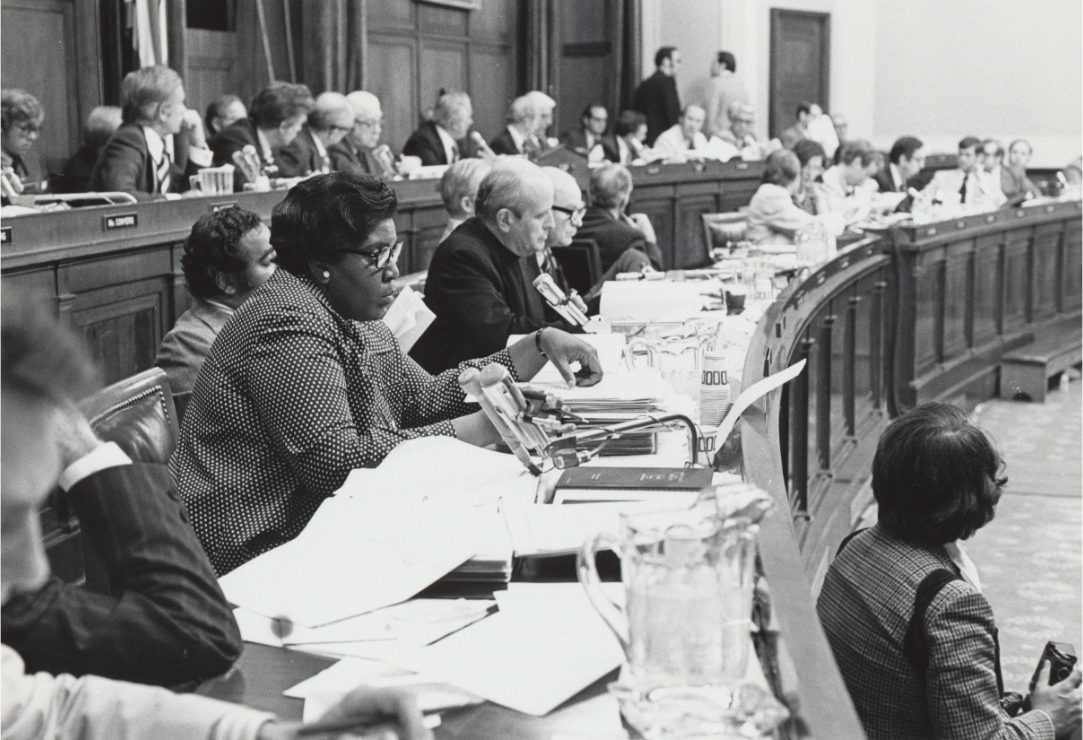
أصبحت النائبة باربارا (على اليسار) معروفة وطنيًا بسبب فصاحتها خلال جلسات الاستماع الخاصة باللجنة القضائية.

في الخامس والعشرين من يوليو عام 1974، ألقت جوردن خطابًا لمدة 15 دقيقة أمام أعضاء من الهيئة القضائية في مجلس النواب الأمريكي. ألقت خطابا افتتاحيًا خلال جلسة الاستماع التي كانت جزءًا من دعوة المساءلة ضد ريتشارد نيكسون. اعتُقد أن خطابها هو أحد أفضل الخطابات في تاريخ الولايات المتحدة. من خلال خطابها وقفت بقوة إلى جانب دستور الولايات المتحدة. صانت جوردن نظام الموازنات والضوابط، التي شُكلت لتمنع أي سياسي من استغلال منصبه لمصالح شخصية. إضافة إلى ذلك، لم تظهر جوردن رغبتها في إقالة نيكسون، بدلًا من ذلك عرفت كيف توظف أفكارها بمهارة. إذ إنها أوردت ببساطة حقائق عن نيكسون تؤكد أنه غير جدير بالثقة، ومتورط بشدة بقضايا غير قانونية، واستعانت بأقوال من مؤسسي الدستور واستخدمتها ضده، وقالت إن تصرفات نيكسون سببت فضيحة وتوافقت مع فهم أعضاء المجلس للجرائم التي لا يمكن التوصل إلى حلها. اعترضت قائلة إن الفضيحة التي سبّبتها فضيحة ووترغيت ستدمر ثقة المواطنين الأمريكيين بحكومتهم إلى الأبد. حصلت جوردن على الثناء الوطني جرّاء خطابها المؤثر والقوي فضلًا عن بلاغتها، وأخلاقها، وحكمتها.

### سنّ القوانين
أيدت جوردن قانون إعادة استثمار المجتمع في عام 1977، وهو قانون يلزم البنوك بإقراض وإتاحة خدمات أكثر للفقراء والمجتمعات الأقلية المهمشين. فضلًا عن دعمها لتجديد قانون حقوق التصويت في عام 1965 وتطوير هذا القانون ليشمل سكان الولايات المتحدة من ذوي اللغات المهمشة، وشمل هذا القانون رعاية اللاتينيين في تكساس، ما أدى إلى معارضة كل من حاكم ولاية تكساس دولف بريسكو ووزير الخارجية مارك وايت. إضافة إلى كونها كتبت قانونًا تنهي فيه ترخيص الحكومة الفيدرالية التي تحدد الأسعار من قبل الشركات. خلال فترة توليها منصب عضو في الكونغرس، دعمت أكثر من 300 قرار أو مشروع قانوني، إذ لا يزال تأثير بعض هذه القوانين ساريًا حتى الآن.

### المفوضية الأمريكية لإصلاح نظام الهجرة
منذ عام 1994 وحتى وفاتها، ترأست جوردن اللجنة الأمريكية لإصلاح نظام الهجرة. أوصت المفوضية بخفض نسبة الهجرة الكلية بمقدار الثلث ما يعني نحو 550,000 شخص سنويًا. دعمت اللجنة تطبيق القانون بشكل حازم ضد المهاجرين غير الشرعيين وأصحاب العمل، وإلغاء تفضيلات التأشيرة المخصصة للأشقاء والأطفال البالغين من مواطني الولايات المتحدة، وإنهاء هجرة غير المؤهلين باستثناء اللاجئين والعائلات النووية. أرسلت اللجنة تقريرًا إلى الكونغرس قالت فيه «معالجة الهجرة هي حق ومسؤولية المجتمع الديمقراطي وتخدم المصلحة الوطنية»، وخلص إلى أن «الهجرة الشرعية قد تعززت، وفي حال استمراها ستقوي البلاد أكثر»، و«استنكار العداء والتمييز في المعاملة مع المهاجرين، إذ إن هذه التصرفات تناقض عادات ومصالح البلاد». أوصت اللجنة الأمريكية لإصلاح نظام الهجرة بتقليل عدد اللاجئين إلى 5 آلاف سنويًا (من الممكن زيادة العدد في حالات الطوارئ).

## حياتها الشخصية
كان لدى جوردن رفيقة منذ عشرين عام هي نانسي إيرل، عالمة نفسية تربوية التقتها جوردن في رحلة تخيم في أواخر الستينيات. كانت إيرل تكتب الخطابات التي تلقيها جوردن من حين إلى آخر. في ما بعد، بقيت مع جوردن لترعاها عندما بدأت تعاني مرض التصلب المتعدد في عام 1973. عند إصابتها بهذا المرض، توجهت التساؤلات حول حياتها الجنسية وطبيعة علاقتها مع إيرل، ولم تكشفا عن أي شيء يخص هذا الموضوع، ولا توجد مدونات أو أشخاص لديهم أي معلومة تخص ذلك، وبقي طي الكتمان.
تكلم الرئيس بيل كلنتون في الفلم الوثائقي على إذاعة كيو يو تي-إف إم عن إعادة اكتشاف باربارا جوردن، وذكر أنه أراد ترشيحها لمنصب في المحكمة العليا للولايات المتحدة، وكان هذا الترشيح متاحا طيلة تلك المدّة، لكن تدهور حالة جوردن الصحية منعه من ذلك، والتي أصيبت بسرطان الدم في ما بعد.
في الحادي والثلاثين من يوليو عام 1988، كانت جوردن قريبة من الغرق في حوض السباحة في الباحة الخلفية في أثناء علاجها الفيزيائي، لكن إيريل ساعدتها عندما وجدتها عائمة في الحوض وأنعشتها.
في السابع عشر من يناير عام 1996، توفت جوردن عن عمر ناهز 59 عامًا بسبب مضاعفات ذات الرئة، ودفنت في أوستن، تكساس.

## التقدير والإرث
- 1984: أدخل اسمها في قاعة مشاهير النساء في تكساس.
- 1990: أدخل اسمهافي قاعة الشهرة الوطنية للمرأة.
- 1992: قلادة سبينغارن من الجمعية الوطنية للنهوض بالملونين.[38]
- 1993: جائزة إليزابيث بلاكويل من جامعتي هوبارت ووليام سميث.
- 1994: وسام الحرية الرئاسي.
- 1995: كانت الفائزة الثانية بجائزة سيلفانوس ثاير في الأكاديمية العسكرية الأمريكية.[39]

كان بيان جوردن عام 1974 في قرار العزل (في ما يخص الرئيس ريتشارد نيكسون) في المرتبة 13 من ضمن 100 خطاب أمريكي في القرن العشرين (التي أدرجت حسب المرتبة).
فضلًا عن إلقائها الكلمة الافتتاحية للمؤتمر الوطني الديمقراطي الرئيسي في عام 1976، ولم يحدث سابقًا أن ألقت امرأة خطابًا رئيسيًا افتتاحيًا، بالإضافة إلى كونها أفريقية الأصل، وجاء خطابها في المرتبة الخامسة من ضمن أفضل 10 خطابات في القرن العشرين.

### الأماكن التي سميت باسمها في تكساس
سميت المحطة الرئيسية في مطار أوستن- برغستروم الدولي باسم جوردن. بالإضافة إلى ذلك، تتميز المحطة بتمثال لجوردن للفنان بروس وولف.
سميت جادة في مركز أوستن باسم جوردن. هناك عدة مدارس تحمل اسمها، من ضمنها مدرسة ابتدائية في دالاس، تكساس، وأوديسا، تكساس، وأوستن، تكساس، إذ تُسمى ابتدائية باربارا جوردن، ومدرسة ابتدائية في ريتشوند، تكساس تُسمى مدرسة باربارا جوردن المتوسطة، ومدرسة متوسطة في سيبولو، تكساس، وثانوية باربارا جوردن في هيوستن، بالإضافة إلى معهد باربارا جوردن للبحوث السياسية في جامعة تكساس الجنوبية. ظهرت حديثًا مؤسسة أسرة كايزر، وتدير هذه المؤسسة زمالة علماء باربارا جوردن للسياسة الصحية، وهي زمالة تقدم فرصًا للمبتدئين في الكليات، وكبار السن، والخريجين الحديثين لتجربة العمل في الصيف في مكتب في الكونغرس.

### الأماكن التي سميت باسمها في ميزوري
سُميت المدرسة الابتدائية في المدينة الجامعية باسمها، باربارا سي جوردان الابتدائية في يونيفرسيتي سيتي بولاية ميزوري.

### أوسمة الشرف الأخرى
في عام 2000، أُنشئت مؤسسة تحالف جوردن وأوستن (جي آر سي) على شرف جوردن. حشدت المنظمة عددًا كبيرًا من المثليين الأمريكيين من أصل أفريقي، وعملت هذه المنظمة على تقديم المساعدة بهدف جعل زواج المثلين مسموحًا في ولاية كاليفورنيا. ذُكرت باربارا لأنها كانت مساندة لسياسة الانفتاح، التي يديرها أحد قادة الحقوق المدنية بايرد رستن وهو مقرب من مارتن لوثر كينغ الابن. وفقًا لموقع المنظمة، فإن مهمتها هي «دعم السود من المثليين، ومزدوجي الميل الجنسي، والمتحولين جنسيًا في لوس أنجلوس الكبرى للارتقاء بمفهوم المساواة في الحقوق، والدعوة إلى التعامل بشكل عادل بغض النظر عن العرق، أو الميل الجنسي، أو الهوية الجندرية، أو التعبير الجندري».
في 27 مارس من عام 2000، عُرضت مسرحية في شيكاغو بولاية إلينوي على مسرح حديقة النصر لأول مرة عن حياة جوردن، وكانت بعنوان «فويس أوف غود هوب»، ويعود الفضل إلى كريستين تاتشر التي استجمعت ذكريات تخص جوردن لتقديم المسرحية، وأُعيد عرضها في عدة أماكن من سان فرانسيسكو إلى نيويورك.
في 24 أبريل من عام 2009، كُشف عن تمثال لباربارا جوردن في جامعة تكساس في أوستن، حيث كانت تدرّس جوردن في نفس السنة التي توفيت فيها. رُفعت قيمة رسوم الطلاب بهدف تمويل حملة لبناء التمثال وبموافقة مجلس ولاية تكساس. تم تبني الحملة في الأصل من قبل طبقة تابي من تكساس، أصحاب المعاطف البرتقالية «أقدم منظمة نسائية في الجامعة» (تكساس، أوستن).
في عام 2011، قدّم الممثل والكاتب المسرحي جاد إستيبان إسترادا جوردن في الفيلم الكوميدي الموسيقي المنفرد، أيقونات: تاريخ مثليي الجنس في العالم، المجلد 5، وتضمن أغنية «نانسيز آيز» التي غنتها شخصية جوردن في الفلم وكانت من كلمات إسترادا.

## روابط خارجية
- باربارا جوردن على موقع الموسوعة البريطانية (الإنجليزية)
- باربارا جوردن على موقع الموسوعة البريطانية (الإنجليزية)
- باربارا جوردن على موقع ميوزك برينز (الإنجليزية)
- باربارا جوردن على موقع إن إن دي بي (الإنجليزية)